# 张东菊
张东菊（1982年—）是一位中国考古学家。

## 生平
1982年出生于邢台临西县摇鞍镇乡张白地村，毕业于临西县第一中学，2004年获得山东大学考古系学士学位，2010年获得兰州大学考古系博士学位，现为兰州大学资源环境学院副教授。她的研究确定了在青藏高原白石崖溶洞发现的夏河县人类下颌骨化石与西伯利亚丹尼索瓦洞穴发现的化石残骸共享DNA，将青藏高原最早发现的人类活动的日期移至12万年前，并第一次展示了丹尼索瓦人广泛分布于在整个亚洲，而不是仅位于丹尼索瓦洞穴附近。

## 荣誉
2019年被选为长江学者奖励计划